# Гобеља
Гобеља је један од виших копаоничких планинских врхова (1.934 м.н.в.) и прегледан видиковац који се налази на највишем гребену Копаоника. Удаљен је 1,5km од превоја Јарам.
Са широких падина Гобење пружа се поглед на планине Гоч, Чемерно, и Жељин на северном правцу. Када је ведро време виде се Дурмитор, Бјеласица и Комови, посматрано од запада ка југозападу; Јастребац, Ртањ и Сува планина на истоку; на јужном правцу отвара се поглед преко јужних делова Копаоника на планинске венце Шар-планине и Проклетија на југозападу. Локалитет обележавају високопланинске, климарегионалне заједнице, које се постепено смењују (од шумске преко жбунасте до пашњачке), уз изражену екосистемску разноврсност и већи број реликтних и ретких биљних врста. 
Основну вредност локалитета представља типичан рефугијум изнад клисуре Гобељске реке - глацијална реликатна врста Рунолист, уз друге бројне ендемичне и реликтне биљне врсте, као и разноврсне биљне заједнице (шумске, жбунасте, ливадске, пашњачке и заједнице камењара, сипара и стена). На локалитету су: геолошки споменик природе (профил корнита у контактном појасу); занимљив пример глацијалног рељефа (Цирк Велика Гобеља); хидролошки споменик природе (део водотока Гобељске реке); станишта значајних инсеката; заштићени врхови (Мала Гобеља 1.845 м.н.в.); Велика Гобеља 1.934 м.н.в.); заштићени гребени развођа Копаоника и заштићена речна клисура (део Гобељске реке).